# Rezistența daneză
Mișcarea daneză de rezistență (în daneză Modstandsbevægelsen) a fost mișcarea clandestină insurgentă care a luptat împotriva ocupației germane a Danemarcei în timpul celui de-al doilea război mondial. Datorită indulgenței arătate de ocupantul nazist, rezistența s-a dezvoltat mai greu decât în alte state ocupate. Totuși, din 1943, numeroși danezi s-au implicat în lupta clandestină, care varia de la tipărirea și distribuirea de ziare ilegale până la spionaj sau sabotaje. 

## Rezistența pasivă: 1940-1943
Vedeți și: Operațiunea Weserübung
După invadarea Danemarcei din 9 aprilie 1940, autoritățile germane de ocupație au permis guvernului danez să rămână în funcție. Germanii au avut mai multe motive să facă acest lucru, principalul fiind acela al prezentării opiniei publice un caz de „protectorat model”. De vreme ce guvernul ales democratic rămăsese la putere, cetățenii țării au avut puține motivații să se angajeze în luptă, spre deosebire de cazul norvegienilor, francezilor sau a polonezilor. Evreii au rămas ferm sub protecția guvernului danez, politicienii aleși democratic au rămas în funcții, iar forțele de poliție au rămas sub comanda daneză. Viața de zi cu zi din țară a rămas în linii mari la fel cu cea de dinainte de ocupație. Au apărut anumite schimbări: a fost instituită cenzura oficială, au fost instituite interdicții cu privire la comerțul și legăturile cu Aliații, iar guvernul danez a trebuit să accepte staționarea de trupe germane pe teritoriul național. Guvernul de la Copenhaga a descurajat rezistența violentă, temându-se de represaliile germanilor. 
Totuși, odată cu trecerea timpului, din ce în ce mai mulți danezi s-au organizat în grupuri de rezistență. Când germanii au încercat să forțeze autoritățile daneze să semneze Pactul Anticomintern, în Copenhaga au izbucnit ample demonstrații de protest. 
Numărul danezilor cu simpatii naziste a fost scăzut mai înainte de izbucnirea războiului și a rămas la niveluri scăzute și în timpul ocupației. La alegerile parlamentare din 1943, populația țării a votat în mod covârșitor pentru partidele tradiționale daneze sau au introdus buletine de vot albe în urne. Această ultimă atitudine a fost considerată ca un vot pentru Partidul Comunist, care fusese scos în afara legii în 1941 la ordinele germanilor. Alegerile au fost o mare dezamăgire pentru Partidul Național Socialist Danez, iar împuternicitul german („Reichsbevollmächtigter”) dr. Werner Best nu a încercat niciodată să impună un cabinet condus de liderul nazist danez Frits Clausen. 
În primii ani de ocupație, rezistența activă a fost reprezentată cel mult de producerea și distribuirea de presă ilegală. Nivelul scăzut al rezistenței naziste l-au determinat pe Winston Churchill să numească Danemarca „Hitler's Pet Canary” (canarul favorit al lui Hitler). După invadarea Uniunii Sovietice în 1941, au fost formate primele rețele de rezistență ale comuniștilor, iar în 1942 a fost formată rețeaua de rezistență  BOPA. 
În 1942 – 1943, operațiunile rezistenței au devenit treptat mai active, ajungându-se la primele acte de sabotaj. Mai multe grupuri daneze au reușit să ia legătura cu SOE britanic, de la care au primit primit provizii pe calea aerului. Numărul parașutărilor de materiale pentru rezistența daneză a fost relativ scăzut până în august 1944, dar a crescut în ultima parte a războiului. 

### Operațiunile de spionaj militar
Pe 23 aprilie 1940, membrii serviciilor daneze de informații au stabilit contacte cu serviciile britanice de spionaj prin mijlocirea misiunii diplomatice britanice din Stockholm. Primul raport de informații a fost trimis prin mesager la Stockholm în toamna anului 1940. În scurtă vreme, au urmat noi transmisiuni de informații militare și politice, care au devenit regulate. În 1942 - 1943, numărul de transmisiuni a ajuns la cel puțin una pe săptămână. În afară de acestea, un angajat al radioului public danez a transmis regulat scurte mesaje destinate spionajului britanic folosind rețeaua publică de emisie. Cele mai multe informații erau culese de ofițeri ai armatei și marinei daneze și conțineau date despre situația politică, localizarea și efectivele unităților germane și detalii despre secțiunea daneză a Zidului Atlanticului. În 1942, germanii au cerut retragerea militarilor danezi din Jutland, dar operațiunile de spionaj au continuat, de data aceasta cu ajutorul ofițerilor rezerviști sau a personalului civil danez angajat de unitățile germane, aceste categorii de persoane nefiind cuprinse în ordinul de evacuare. După eliberarea Danemarcei, mareșalul britanic Bernard Law Montgomery a descris informațiile obținute în Danemarca ca fiind „second to none” (fără egal).

## Rezistența activă: 1943 – până la sfârșitul războiului
Odată cu trecerea anilor, numărul actelor de sabotaj și a altor violențe a crescut. În 1943, acest număr a crescut exponențial, până la punctul în care autoritățile germane s-au declarat nemulțumiți de modalitatea în care autoritățile daneze încercau să rezolve problema. La sfârșitul lunii august, germanii au preluat în totalitate administrarea Danemarcei. Acțiunile polițienești naziste s-au desfășurat fără vreo restricție, dar, din acel moment, tot mai mulți danezi s-au implicat în acțiunile de rezistență. A fost înființat un guvern în ilegalitate, iar guvernele aliate, care fuseseră sceptice cu privire la hotărârea Danemarcei de a lupta împotriva Germaniei, au recunoscut sus-numitul guvern în ilegalitate ca aliat deplin.

## Acțiuni de luptă

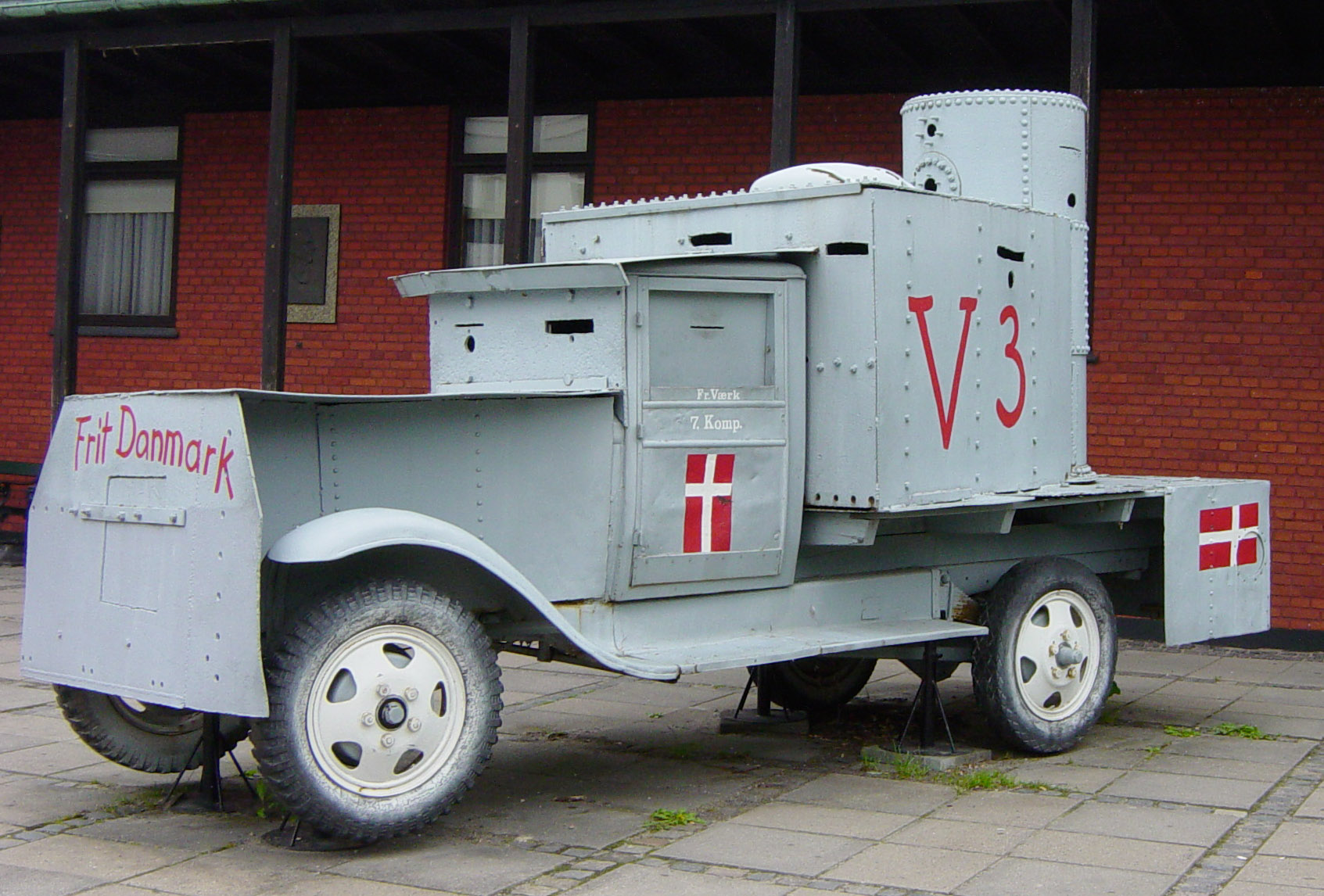
Maşină blindată fabricată în atelierle feroviare din Frederiksværk pentru nevoile rezistenței. Mașina a fost folosită împotriva naziștilor danezi care au luptat în tranșeele de pe plantația Asserbo din Zealand, pe 5 mai 1945

În 1943, rezistența daneză a reușit să salveze aproximativ 7220 din cei circa 7800 de evrei care trăiau în Danemarca și care urmau să fie trimiși în lagărele de exterminare. Evreii au fost ajutați să ajungă în Suedia neutră. Mai târziu, Israelul a acordat mai multor membri ai rezistenței care au participat la acțiunea de salvare titlul de „Drept între popoare”. Ca urmare a cererii unanime a luptătorilor, salvatorii au fost oficial recunoscuți ca un grup organizat și decorați colectiv. 
Vedeți și: Salvarea evreilor din Danemarca
Un alt succes al rezistenței daneze a fost subminarea rețelei feroviare din țară în perioada imediat următoare a Zilei Z, acțiune care a întârziat deplasarea trupelor germane din Danemarca spre Franța. 
Până la sfârșitul războiului, cu prețul jertfei a aproximativ 850 de luptători, rezistența daneză a obținut mai multe successe.) 
În Copenhaga funcționează .Muzeul rezistenței daneze Arhivat în 19 iulie 2011, la Wayback Machine.